# Kouvola
Kouvola är en stad och en centralort med samma namn i landskapet Kymmenedalen i Finland. Staden är belägen cirka 132 kilometer nordost om Helsingfors och cirka 50 kilometer norr om Kotka. Folkmängden i Kouvola stad uppgår till cirka 80 454 invånare och den totala arealen utgörs av 2 883,29 km². Folkmängden i centralorten Kouvola centraltätort uppgick den 31 december 2014 till 49 339 invånare.
Staden gränsar till följande städer och kommuner: Fredrikshamn, Heinola, Itis, Kotka, Lappträsk, Lovisa, Luumäki, Miehikkälä, Mäntyharju, Pyttis och Savitaipale.
Kouvola stads språkliga status är enspråkig finsk.
Kouvola stad ingår i Kouvola ekonomiska region.

## Historia

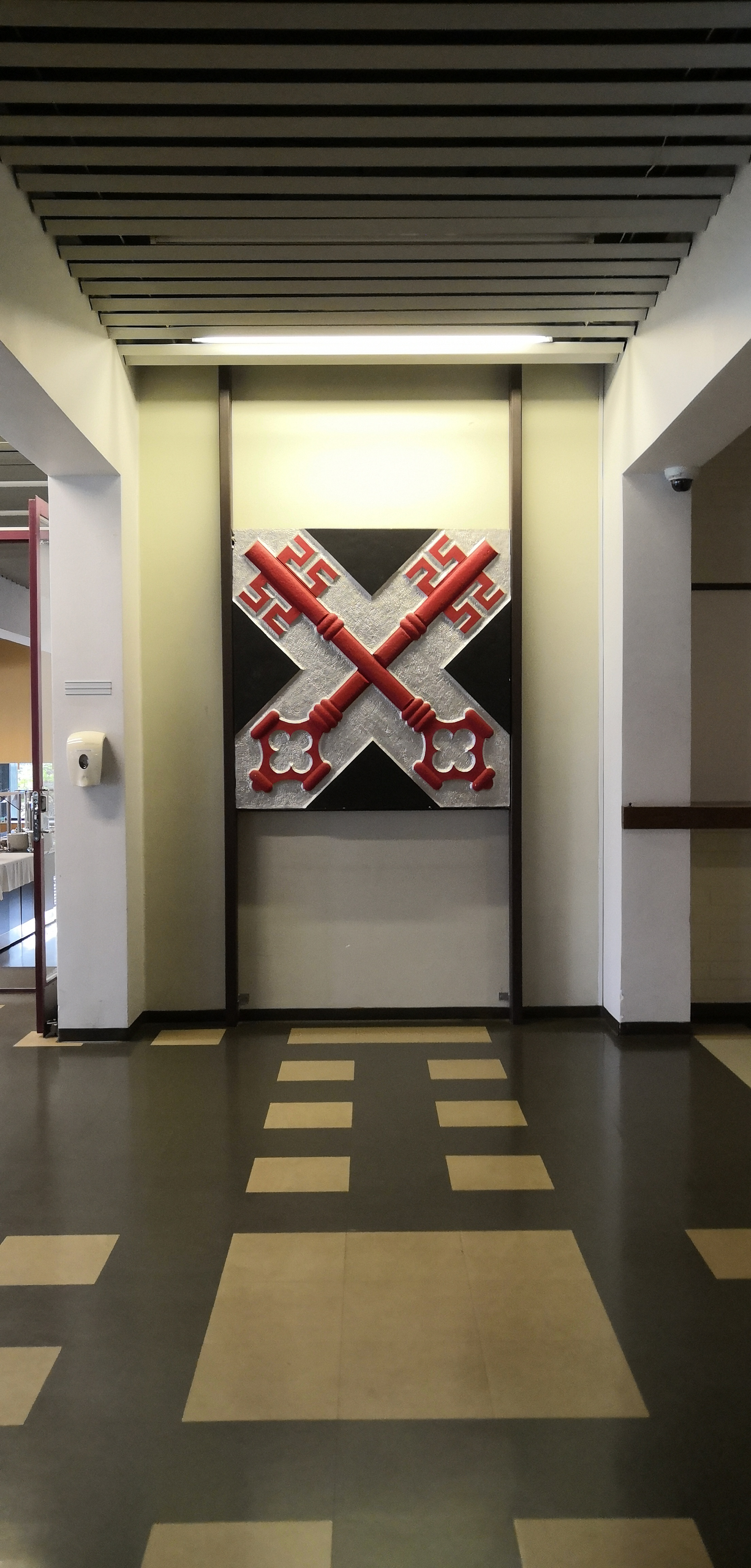
Kouvolas tidigare vapen (1952–2008)

Kouvola blev i och med freden i Åbo år 1743 utpost mot Ryssland ända fram tills Finska kriget år 1809. Under de 150 åren utkämpades många strider i trakterna, bland annat Anjalaförbundet och slaget vid Kaipiais. Kouvola blev självständig kommun 1922, köping, 1923 och stad 1960. 1 januari 1991 överfördes ett område med 48 invånare till Kouvola från Valkeala kommun. Den nuvarande Kouvola stad bildades vid årsskiftet 2008/2009 då den sammanslogs med Kuusankoski, Anjalankoski, Elimä, Jaala och Valkeala kommuner.

## Geografi

### Stadsdelar
| 1. Kangas, Centrum (Kouvola) 2. Marjoniemi-Kasarminmäki (Kouvola) 3. Sarkola (Kouvola) 5. Käpylä (Kouvola) 6. Tornionmäki (Kouvola) 7. Lehtomäki (Kouvola) 8. Kankaronmäki (Kouvola) 9. Mielakka (Kouvola) 10. Tykkimäki (Kouvola) 11. Korjala (Kouvola) 21. Kuusankoski (Kuusankoski) 22. Voikkaa (Kuusankoski) 23. Kymmene bruk (Kuusankoski) 24. Pilkanmaa (Kuusankoski) |  | 31. Myllykoski (Anjalankoski) 32. Keltakangas (Anjalankoski) 33. Ingerois (Anjalankoski) 34. Anjala (Anjalankoski) 35. Wredeby (Anjalankoski) 41. Valkealan kirkonkylä (Valkeala) 51. Elimä kyrkoby (Elimä) 52. Koria (Elimä) |

## Politik

### Mandatfördelning i Kouvola stad, valen 1964–2021
Statistik över kommunalval i Finland finns tillgänglig för enskilda kommuner från valet 1964 och framåt. Publikationen över kommunalvalet 1968 var den första som redovisade komplett partitillhörighet.
| 3 | 15 | 23 |

| 2 | 14 | 5 | 2 |  |  | 16 |

| 2 | 15 | 4 |  | 3 | 2 | 14 |

| 2 | 13 | 5 |  | 2 | 3 | 17 |

|  | 14 | 8 |  |  |  | 3 | 20 |

| 34 | 17 |

|  | 13 | 9 |  | 3 | 3 | 20 |

| 36 | 15 |

| 14 | 10 |  | 4 |  | 20 |

| 38 | 13 |

| 14 |  | 13 | 3 | 3 | 16 |

| 34 | 17 |

| 12 |  | 13 | 4 | 3 | 17 |

| 31 | 20 |

| 10 |  | 14 | 4 | 4 | 17 |

| 33 | 18 |

| 11 |  | 11 | 4 | 5 | 18 |

| 30 | 21 |

|  | 20 |  | 10 | 5 | 13 | 5 | 17 |

| 54 | 21 |

|  | 14 |  | 5 | 11 | 9 | 4 | 12 |

| 39 | 20 |

|  | 16 | 6 | 4 | 5 | 9 | 4 | 13 |

| 32 | 27 |

|  | 13 | 4 | 13 | 8 |  | 3 | 15 |

| 32 | 27 |

### Vänorter
Kouvola har tre vänorter:
- Vologda, Ryssland
- Mülheim an der Ruhr, Tyskland
- Balatonfüred, Ungern, sedan 1987

## Ekonomi och infrastruktur

### Näringsliv
Här finns åtskillig industri och handel. Försvarsmakten är en betydande arbetsgivare i staden. Inom Kouvola stad finns två truppförband, Karelska brigaden och Uttis jägarregemente.

### Kommunikationer
Kouvola har sedan länge varit både en viktig järnvägsknutpunkt och knutpunkt för flera vägar. Staden är järnvägsknutpunkt för följande järnvägslinjer: Karelenbanan, Kotkabanan, Lahtis-Kouvola-banan och Savolaxbanan.
Riksvägarna 6 och 15 löper genom staden. Riksväg 12 utgår från staden mot Raumo stad som ligger på Finlands västkust.
Kollektivtrafiken inom staden är välutvecklad.

## Demografi

### Befolkningsutveckling
| Befolkningsutvecklingen i Kouvola stad 1975–2020                                                             | Befolkningsutvecklingen i Kouvola stad 1975–2020 | Befolkningsutvecklingen i Kouvola stad 1975–2020 | Befolkningsutvecklingen i Kouvola stad 1975–2020 | Befolkningsutvecklingen i Kouvola stad 1975–2020 |
| --- | ------------------------------------------------ | ------------------------------------------------ | ------------------------------------------------ | ------------------------------------------------ |
| |                                                  |                                                  |                                                  |                                                  |
| År |                                                  |                                                  | Folkmängd                                        |                                                  |
| 1975 | 1975                                             |                                                  | 93 747                                           |                                                  |
| 1980 | 1980                                             |                                                  | 94 529                                           |                                                  |
| 1985 | 1985                                             |                                                  | 95 022                                           |                                                  |
| 1990 | 1990                                             |                                                  | 94 352                                           |                                                  |
| 1995 | 1995                                             |                                                  | 94 138                                           |                                                  |
| 2000 | 2000                                             |                                                  | 91 550                                           |                                                  |
| 2005 | 2005                                             |                                                  | 89 924                                           |                                                  |
| 2010 | 2010                                             |                                                  | 88 072                                           |                                                  |
| 2015 | 2015                                             |                                                  | 85 855                                           |                                                  |
| 2020 | 2020                                             |                                                  | 81 187                                           |                                                  |
| Anm: Uppgifterna avser förhållandena den 31 december nämnda år enligt områdesindelningen den 1 januari 2022. |                                                  |                                                  |                                                  |                                                  |

### Språk
Befolkningen efter språk (modersmål) den 31 december 2022. Finska, svenska och samiska räknas som inhemska språk då de har officiell status i landet. Resten av språken räknas som främmande. För språk med färre än 10 talare är siffran dold av Statistikcentralen på grund av sekretesskäl. Språk med färre än 50 talare har räknats ihop för att minska tabellens storlek.
| Språk                                       | Talare 2022-12-31 | Talare 2022-12-31 |
| Språk                                       | Antal             | Andel (%)         |
| ------------------------------------------- | ----------------- | ----------------- |
| Hela befolkningen                           | 79 429            | 100,0             |
| Inhemska språk totalt                       | 75 724            | 95,3              |
| Finska                                      | 75 435            | 95,0              |
| Svenska                                     | 287               | 0,4               |
| Samiska                                     | 2                 | 0,0               |
| Främmande språk totalt                      | 3 705             | 4,7               |
| Ryska                                       | 1 437             | 1,8               |
| Estniska                                    | 380               | 0,5               |
| Arabiska                                    | 204               | 0,3               |
| Thailändska                                 | 174               | 0,2               |
| Somaliska                                   | 160               | 0,2               |
| Engelska                                    | 148               | 0,2               |
| Turkiska                                    | 112               | 0,1               |
| Kurdiska                                    | 94                | 0,1               |
| Ukrainska                                   | 85                | 0,1               |
| Kinesiska                                   | 71                | 0,1               |
| Spanska                                     | 69                | 0,1               |
| Tigrinska                                   | 61                | 0,1               |
| Språk med färre än 50 talare men fler än 10 | 587               | 0,7               |
| Språk med färre än 10 talare                | 123               | 0,2               |

|  | Finska (95,0 %) |

|  | Svenska (0,4 %) |

|  | Samiska (0,0 %) |

|  | Främmande språk (4,6 %) |

|  | Finska (95,0 %) |

|  | Svenska (0,4 %) |

|  | Samiska (0,0 %) |

|  | Främmande språk (4,6 %) |

## Kultur

### Tidningar
I staden ges ut en finskspråkig lokaltidning, Kouvolan Sanomat.

### Musik
Från Kouvola kommer grupperna:
- Mistreat, rockband
- Peer Günt, hårdrocksband
- Viikate, heavy metal- och rockgrupp

### Idrott
- Kookoo,  är en ishockeyklubb som spelar i FM-ligan. (1987-1990, 2015–)
- Kouvot, är en basketklubb som spelar i Finlands högsta liga för basket.[17]
- Kymi Grand Prix, som är Finlands näst största travlopp, går av stapeln i juni varje år på travbanan i Kouvola.
- Kouvolan Pallonlyöjät (KPL), ett bobollslag som spelar i Superpesis.
- MYPA är en fotbollsklubb baserad i Myllykoski i det nuvarande i Kouvola.
- Sudet är en fotbollsklubb och Innebandy klubb.
- Kouvola Indians är en klubb som främst sysslar med flaggfotboll.

### Sevärdheter
- Kouvolan taidemuseo är ett konstmuseum.
- Kouvolan kaupunginmuseo. Stadsmuseet är uppdelad i två enheter: Suomen Puotimuseo (Finlands Lanthandelmuseum) och Elimäen kotiseutumuseo (Elimä Hembygdsmuseum).
- Kouvolan Putkiradiomuseo är ett rörradiomuseum.
- Självständighetsmonumentet är beläget i Kouvola tätorts centrum. Monumentet avtäcktes den 13 december 1936.
- Minnesmärke över de stupade hjältarna från Kouvola, som stupade under vinter- och fortsättningskriget. Den är belägen i Kouvola tätorts centrum.

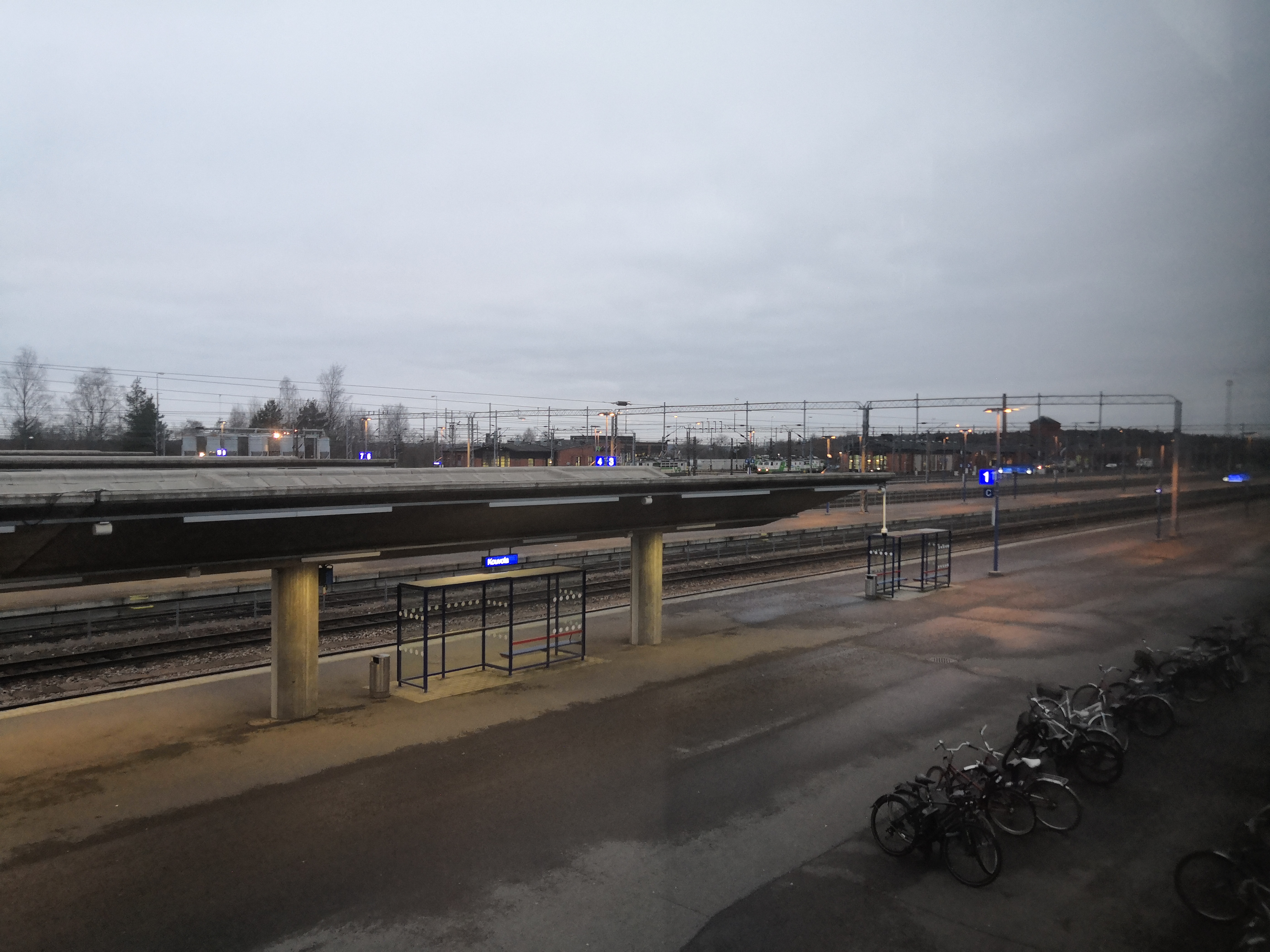
Kouvola järnvägsstation
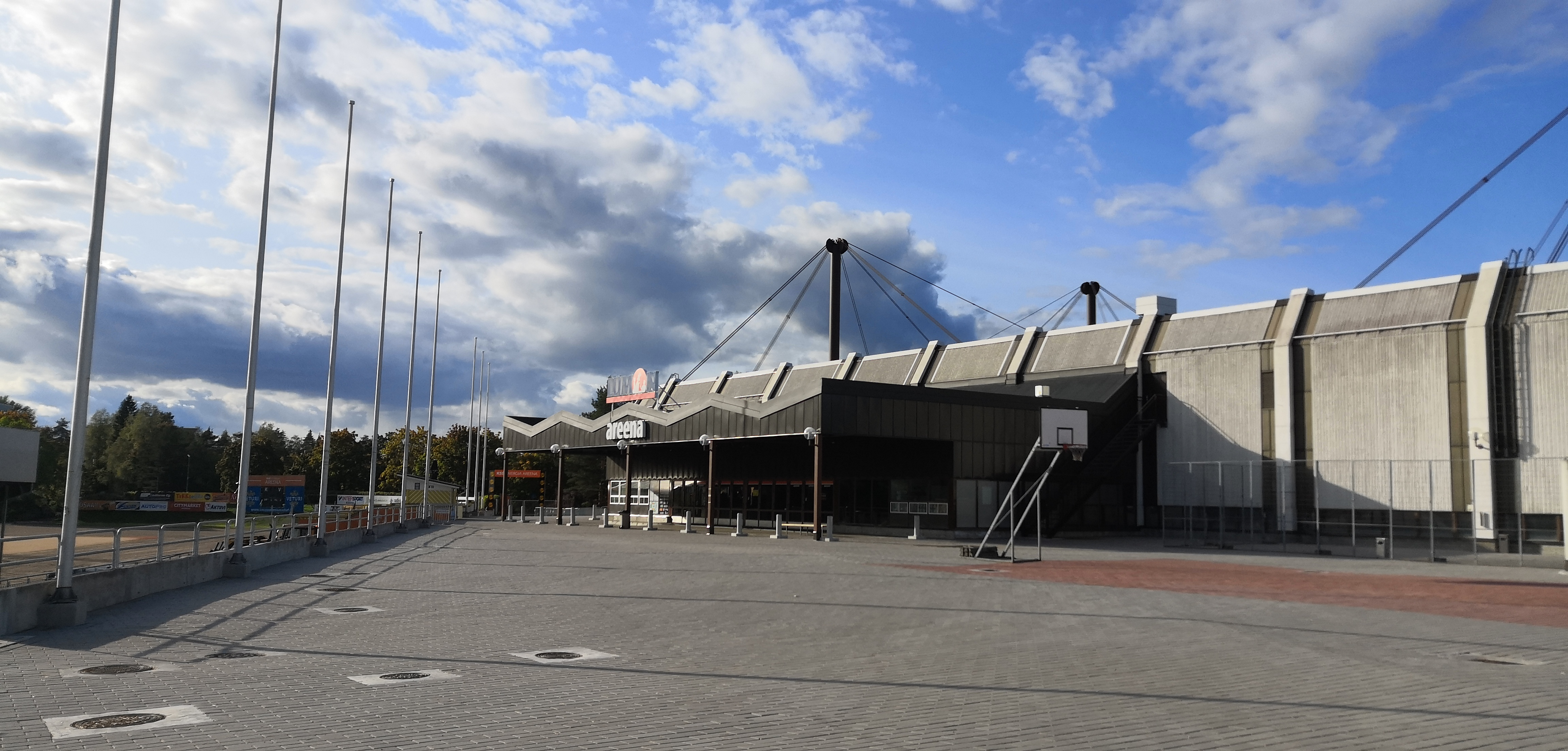
Lumon Areena som används framförallt till ishockey
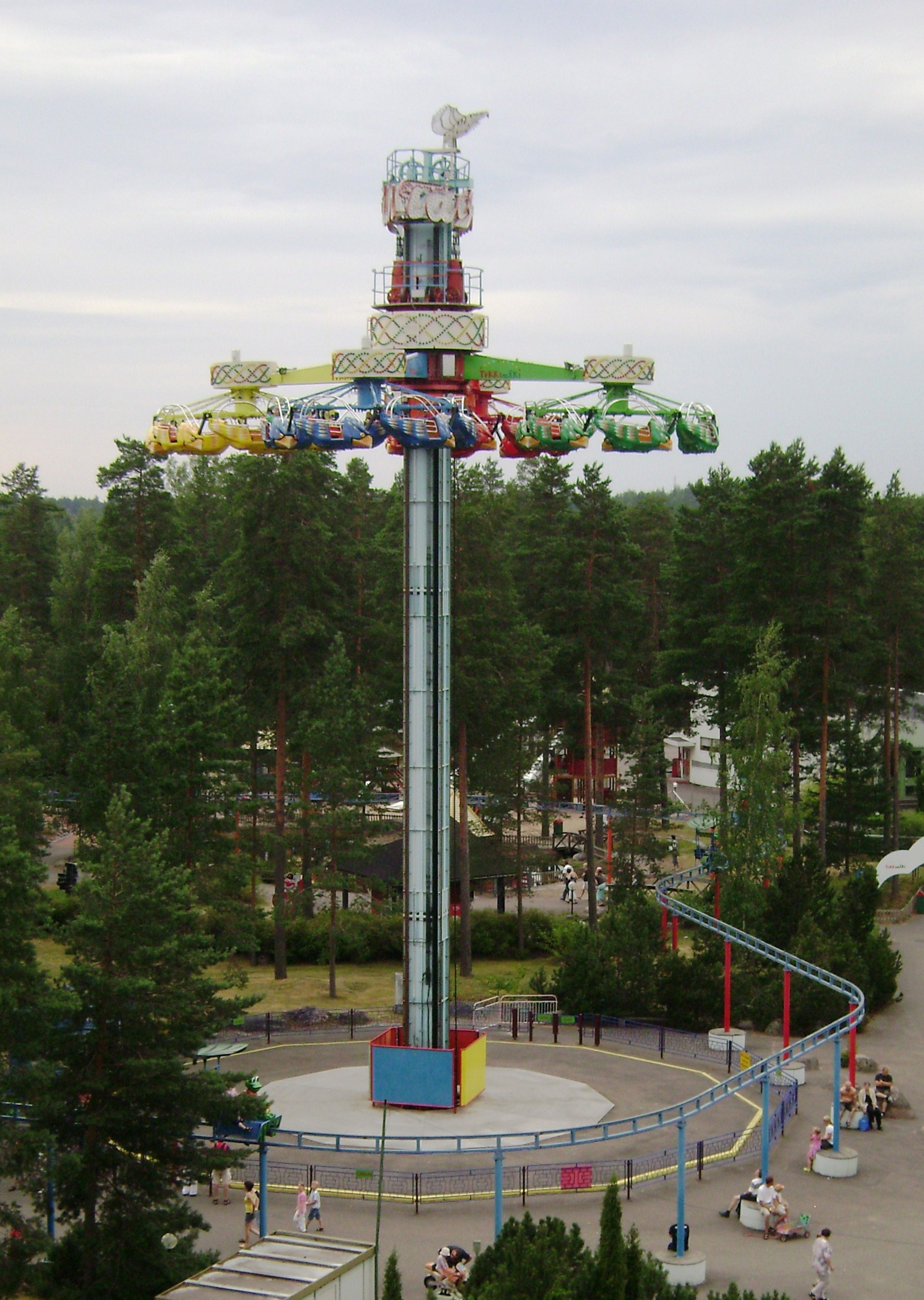
Tykkimäki (Kanonkulle), nöjespark
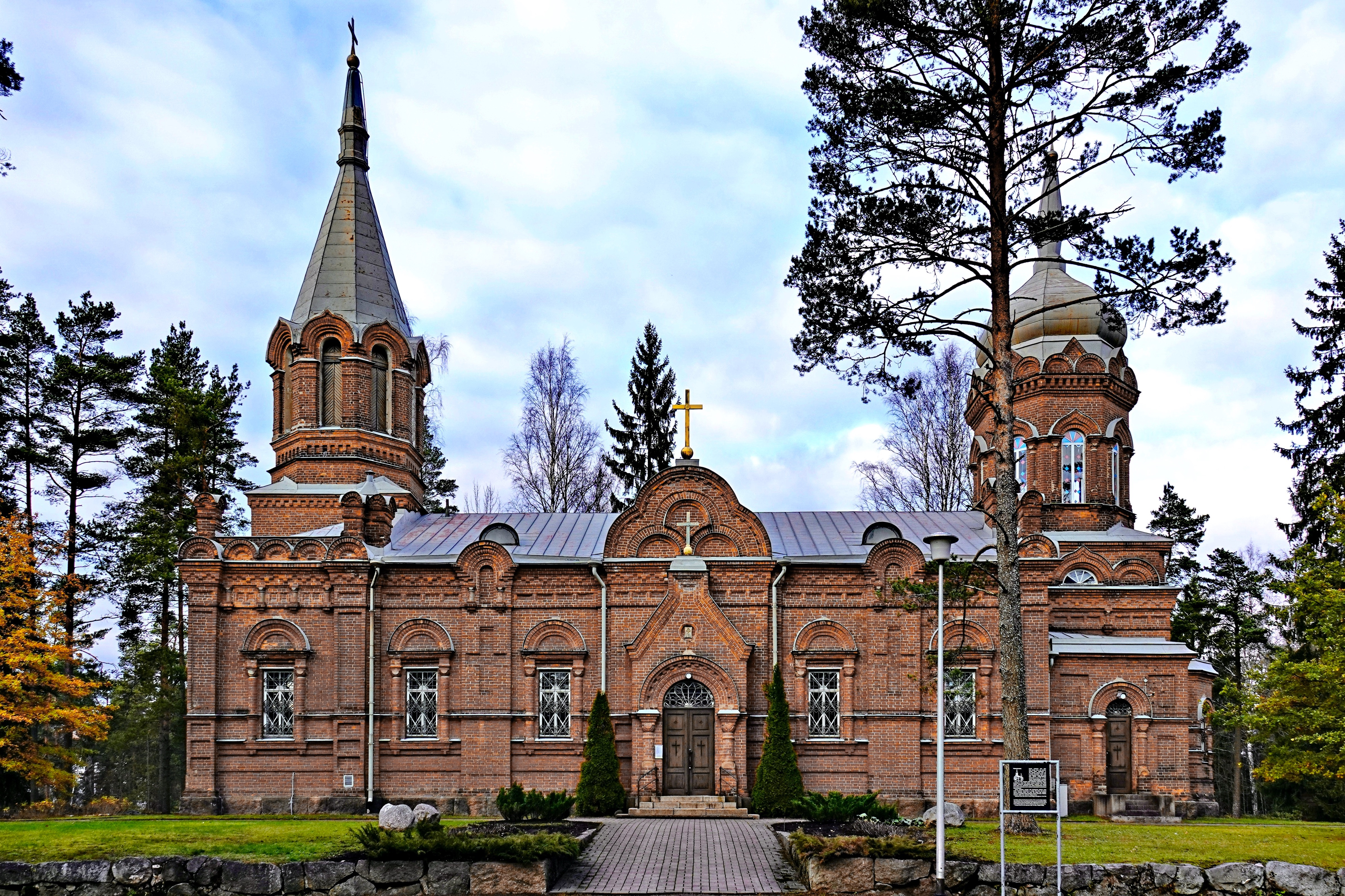
Kouvola ortodoxa kyrkor
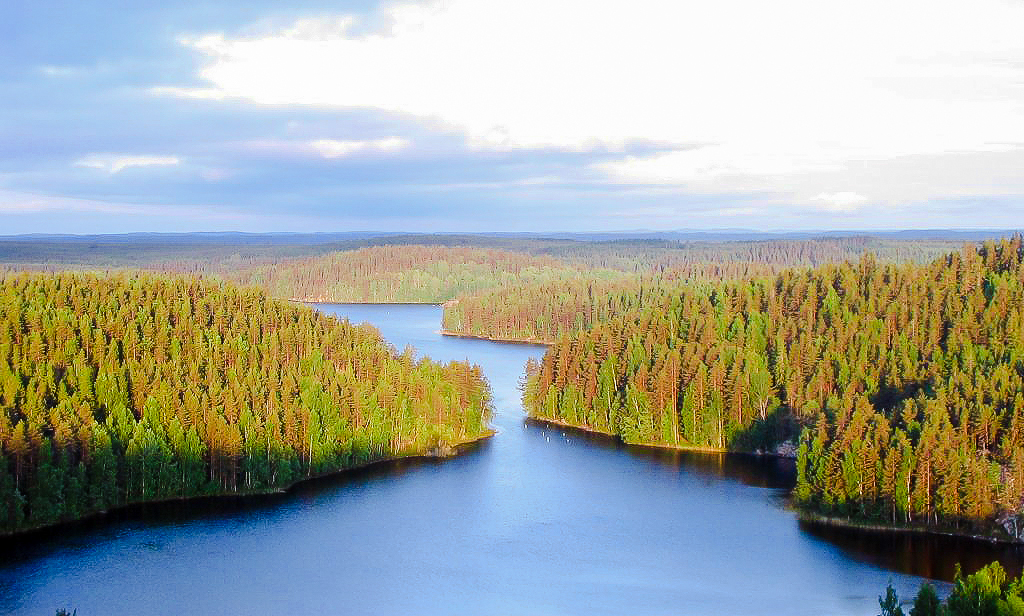
Repovesi nationalpark
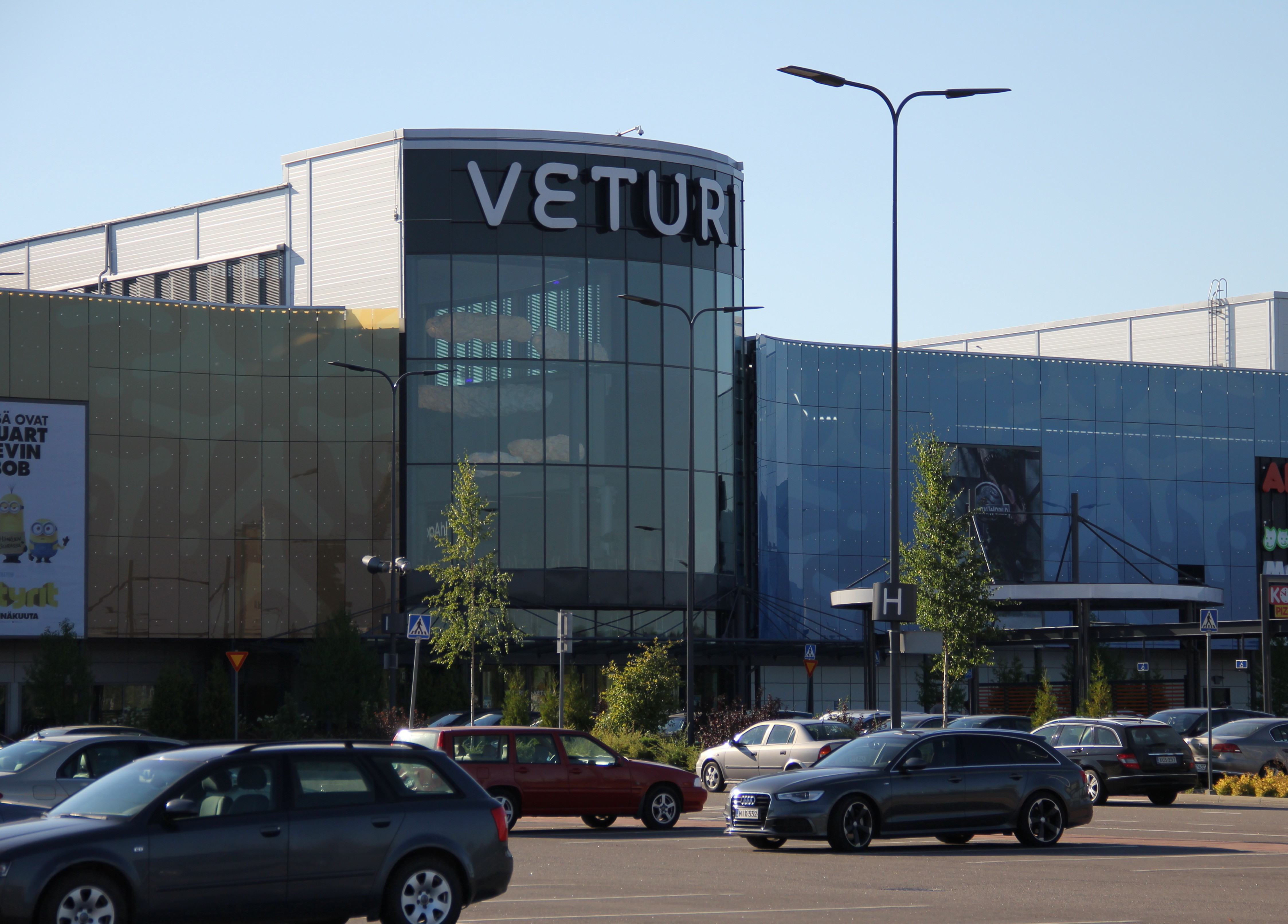
Affärscentrum Veturi
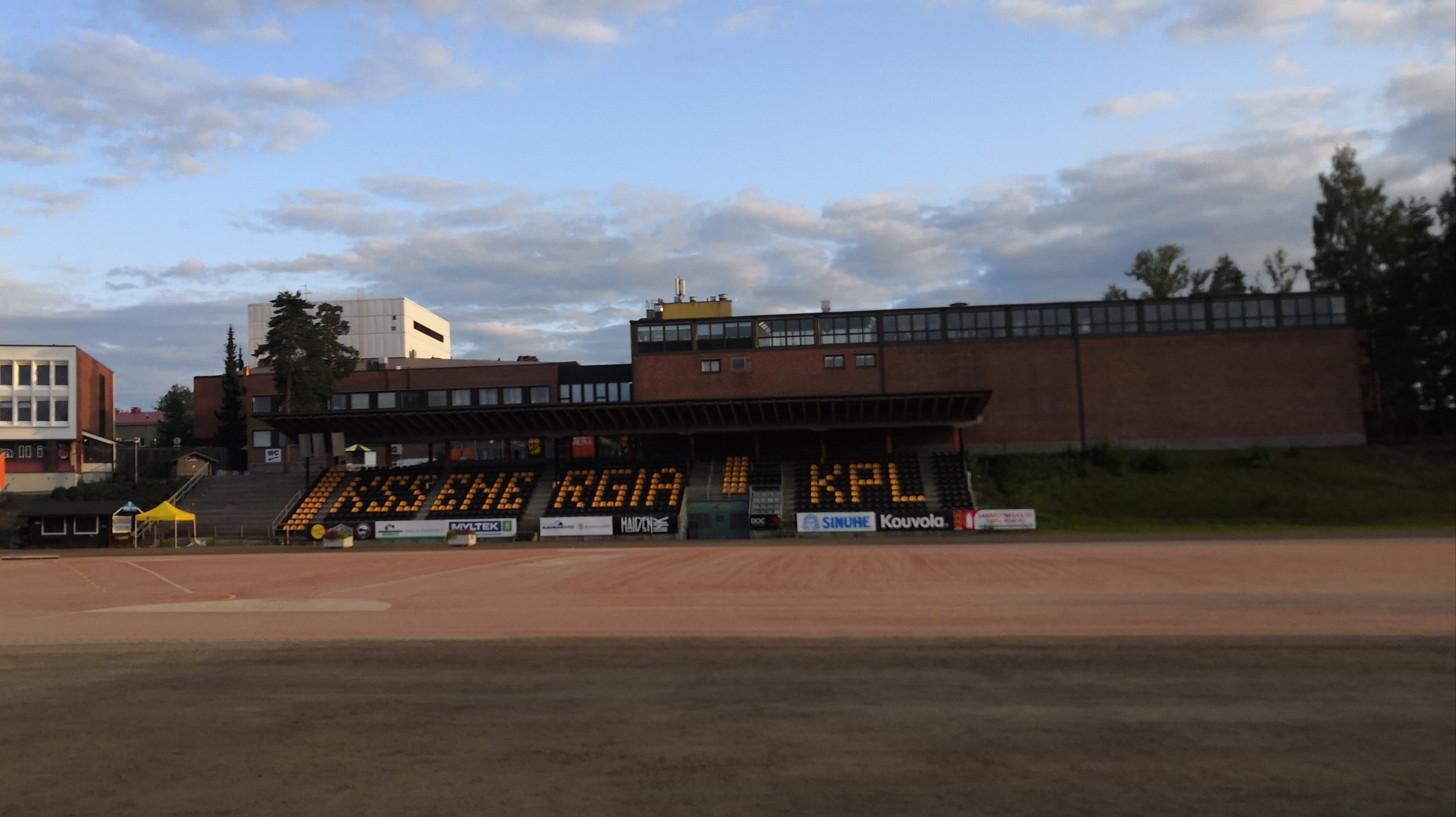
Kouvola Bobollfält
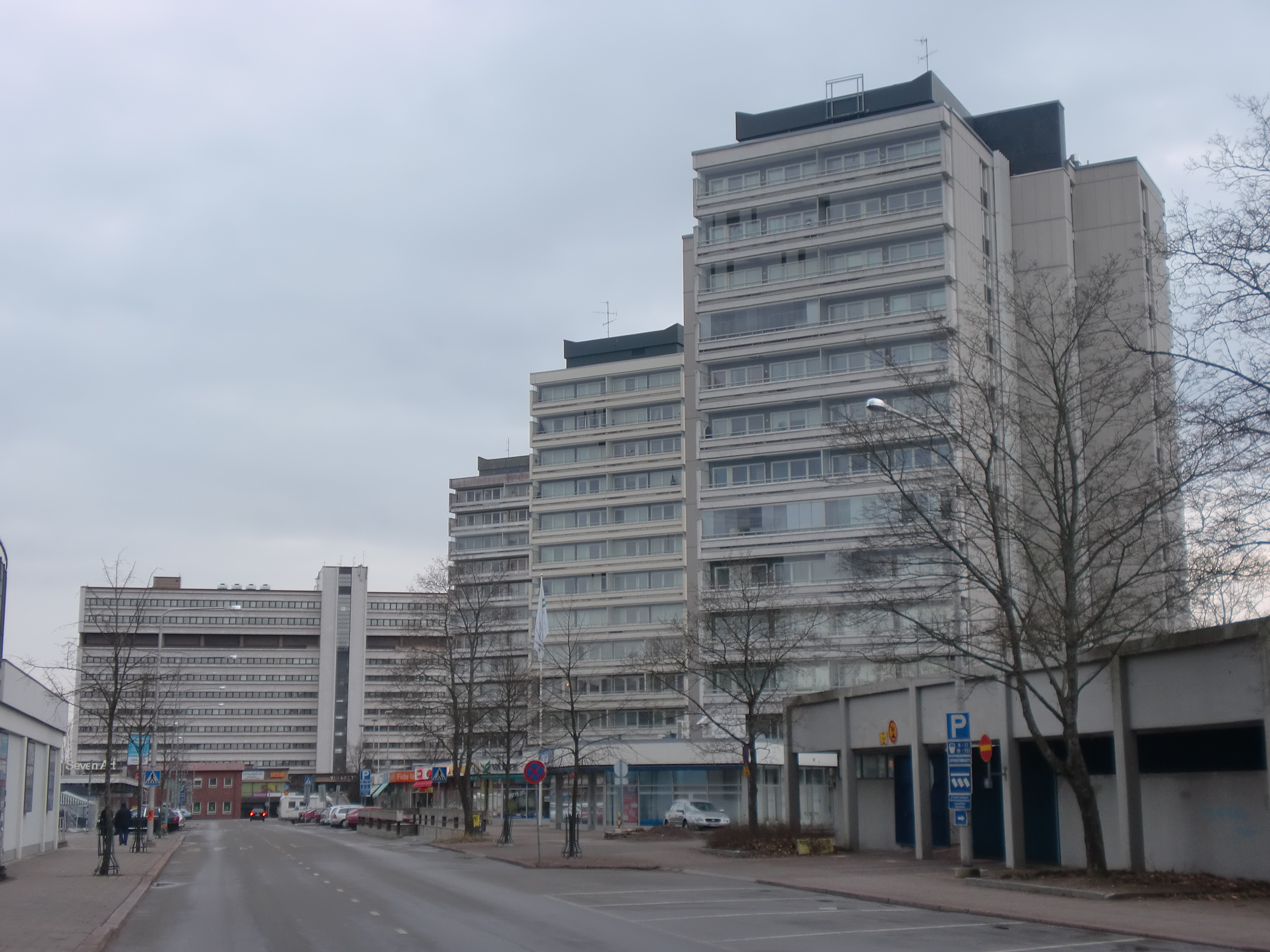
Torikatu tornbyggnader och Pohjolatalo i centrum av Kouvola
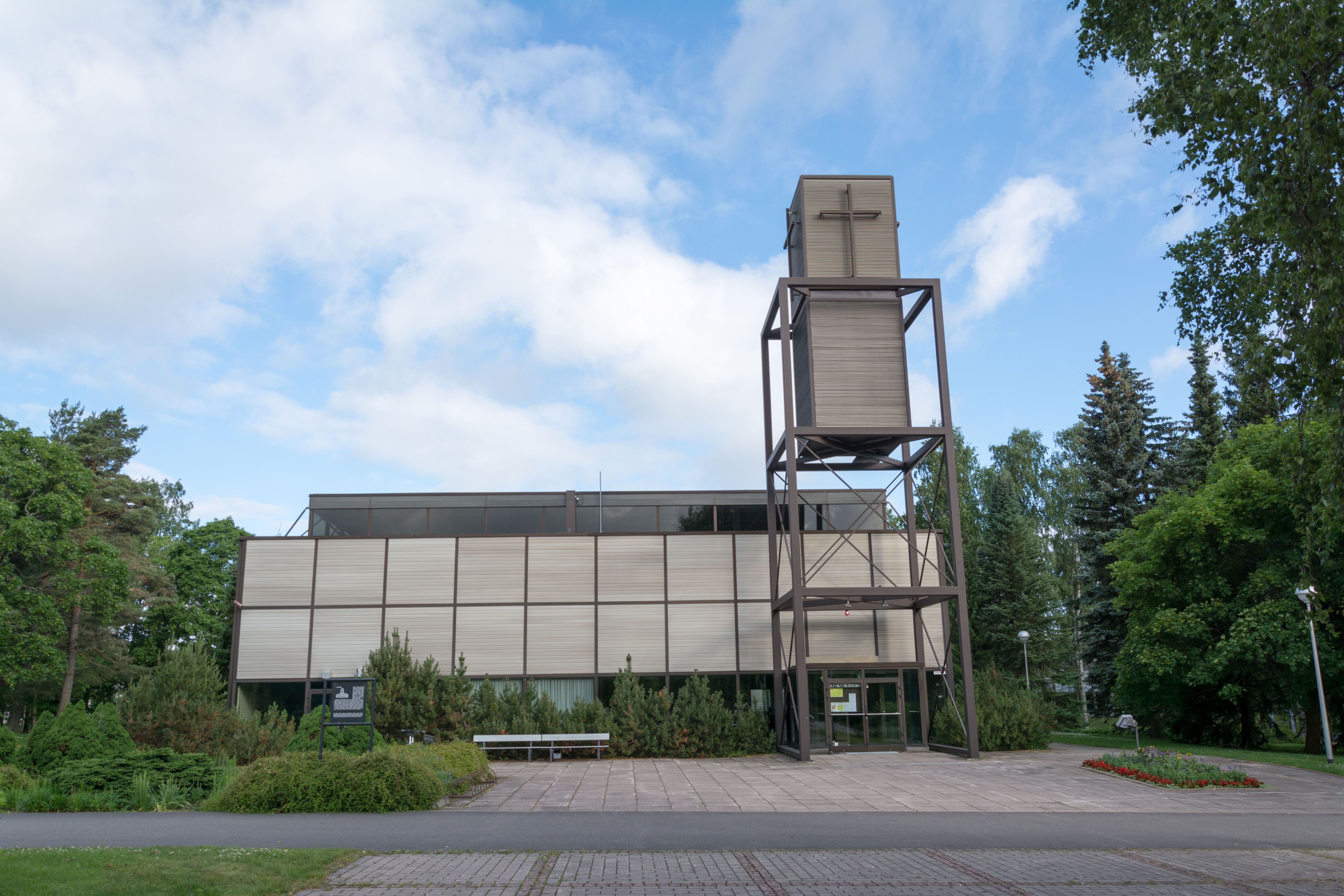
Kouvola keskuskirkko
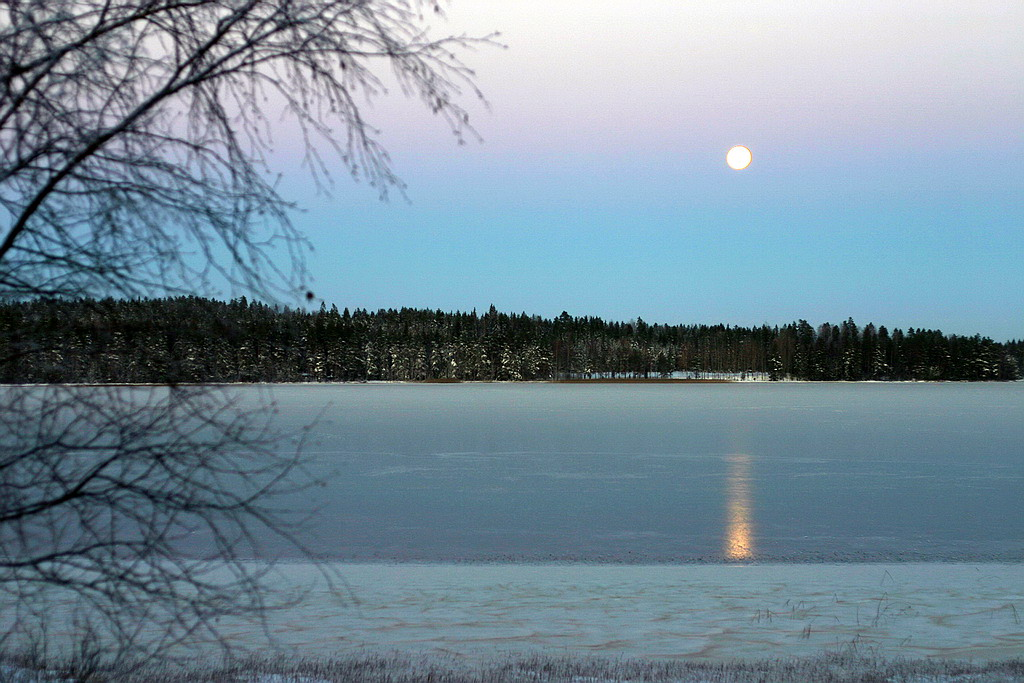
Käyrälampi
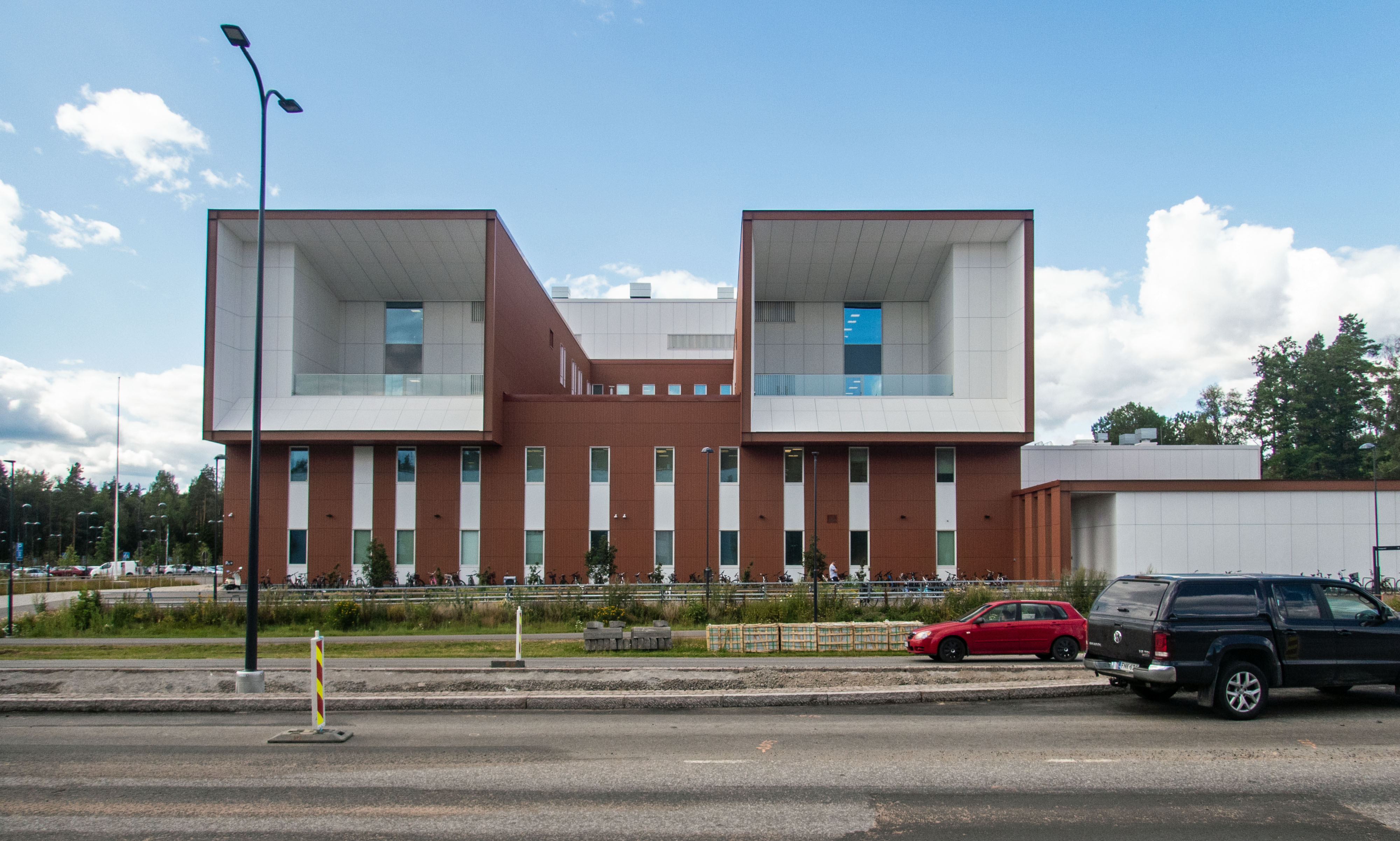
Ratamokeskus (hälsovårdsbyggnad)